# Lovčičky
Lovčičky jsou obcí jež se nachází v okrese Vyškov v Jihomoravském kraji. Leží přibližně 12 km od Slavkova u Brna v údolí o nadmořské výšce 260 m n. m. Žije zde 738 obyvatel.

## Historie
První písemná zmínka o obci pochází z roku 1141. Sweydiger Haugvic z Biskupic koupil Lovčičky roku 1376.

## Současnost
V obci působí sokolská jednota. V roce 2017 obec začala (z dotace Jihomoravského kraje i obce) opravovat sokolovnu, aby jí vrátila původní podobu. V roce 2024 došlo během rekonstrukce k sesunu štítové zdi sokolovny. Podle znaleckých posudků je nyní doporučena její demolice.[zdroj?]

## Obyvatelstvo

### Struktura
V obci k počátku roku 2016 žilo celkem 663 obyvatel. Z nich bylo 322 mužů a 341 žen. Průměrný věk obyvatel obce dosahoval 39,8 let. Dle Sčítání lidu, domů a bytů provedeném v roce 2011, kdy v obci žilo 586 lidí. Nejvíce z nich bylo (15,2 %) obyvatel ve věku od 20 do 29  let. Děti do 14 let věku tvořily 15 % obyvatel a senioři nad 70 let úhrnem 7,2 %. Z celkem 498 občanů obce starších 15 let mělo vzdělání 38,2 % střední vč. vyučení (bez maturity). Počet vysokoškoláků dosahoval 6 % a bez vzdělání bylo naopak 0,2 % obyvatel. Z cenzu dále vyplývá, že ve městě žilo 281 ekonomicky aktivních občanů. Celkem 94 % z nich se řadilo mezi zaměstnané, z nichž 67,6 % patřilo mezi zaměstnance, 2,1 % k zaměstnavatelům a zbytek pracoval na vlastní účet. Oproti tomu celých 47,3 % občanů nebylo ekonomicky aktivní (to jsou například nepracující důchodci či žáci, studenti nebo učni) a zbytek svou ekonomickou aktivitu uvést nechtěl. Úhrnem 235 obyvatel obce (což je 40,1 %), se hlásilo k české národnosti. Dále 147 obyvatel bylo Moravanů a 1 Slováků. Celých 294 obyvatel obce však svou národnost neuvedlo.
Vývoj počtu obyvatel za celou obec i za jeho jednotlivé části uvádí tabulka níže, ve které se zobrazuje i příslušnost jednotlivých částí k obci či následné odtržení.
| Místní části   | Místní části  | 1791 | 1834 | 1869 | 1880 | 1890 | 1900 | 1910 | 1921 | 1930 | 1950 | 1961 | 1970 | 1980 | 1991 | 2001 | 2011 |
| -------------- | ------------- | ---- | ---- | ---- | ---- | ---- | ---- | ---- | ---- | ---- | ---- | ---- | ---- | ---- | ---- | ---- | ---- |
| Počet obyvatel | část Lovčičky | 366  | 534  | 649  | 672  | 683  | 759  | 955  | 910  | 954  | 790  | 840  | 723  | 614  | 512  | 539  | 586  |
| Počet domů     | část Lovčičky | 67   | 87   | 123  | 129  | 132  | 142  | 171  | 178  | 218  | 233  | 217  | 206  | 197  | 221  | 240  | 253  |

## Pamětihodnosti
- Filiální kostel svatého Václava ze druhé poloviny 15. století
- Kaplička svaté Anny z roku 1863 na okraji obce
- Kaplička svatého Floriána z roku 1817[9]

## Galerie

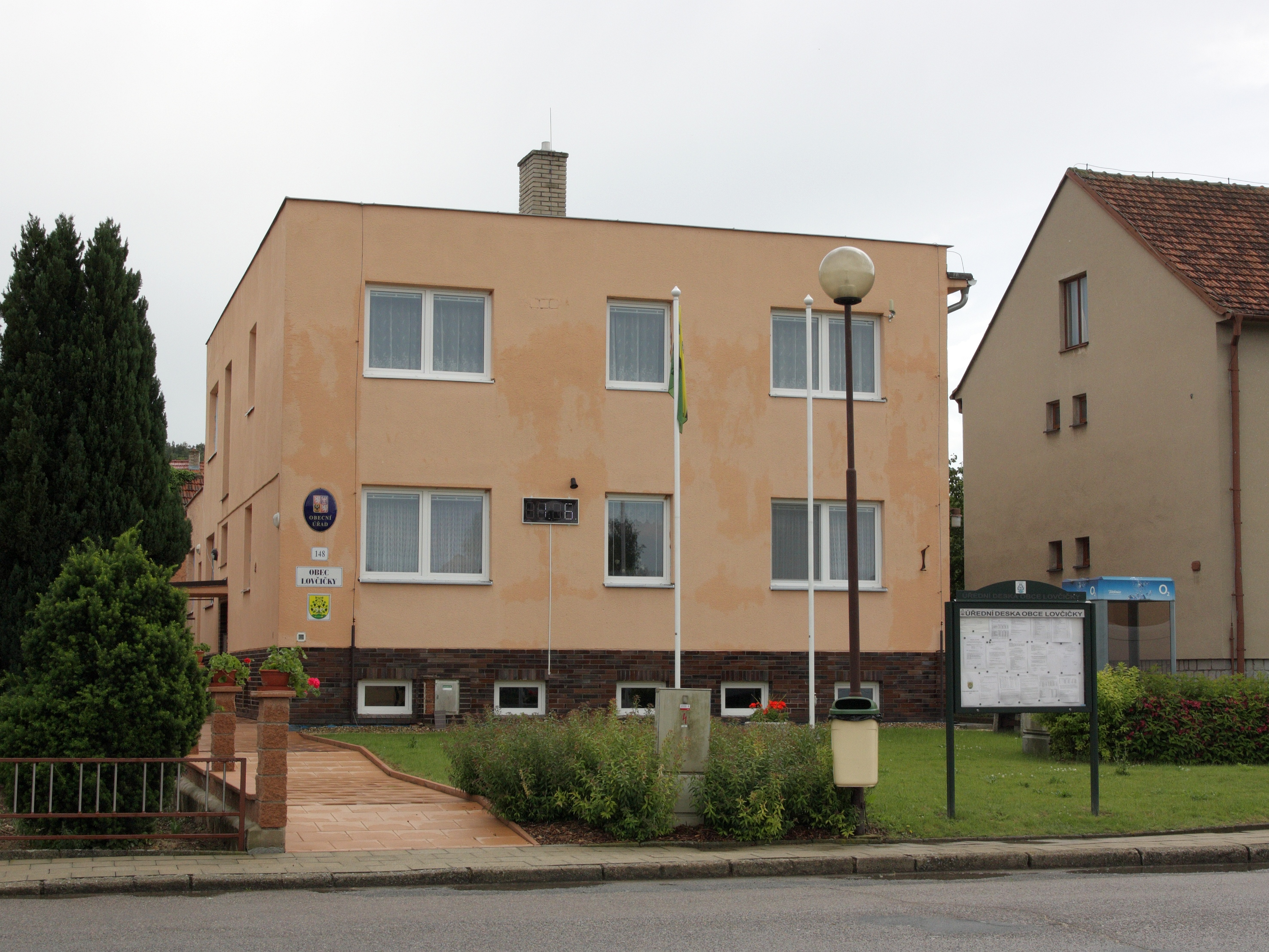
Obecní úřad
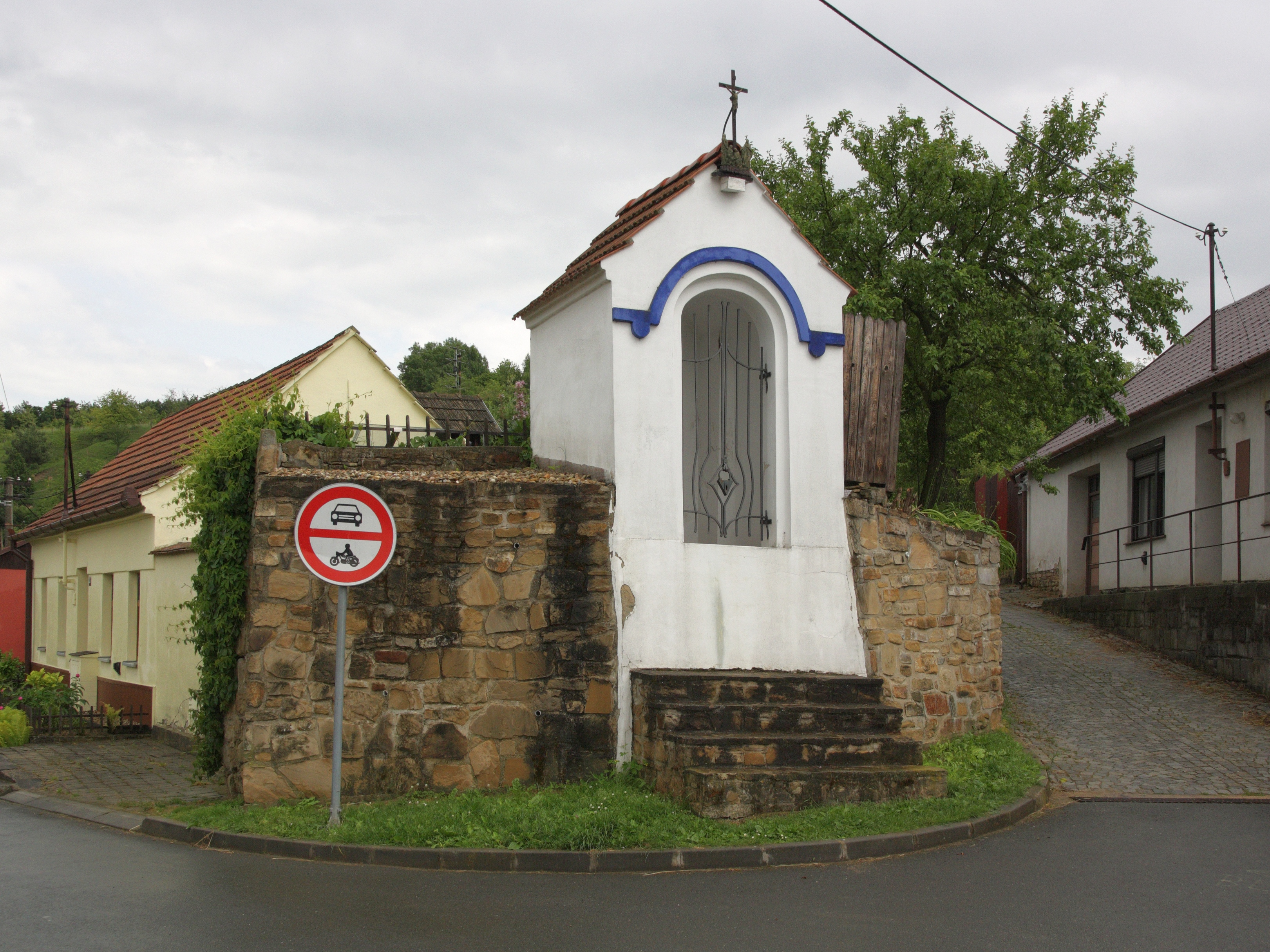
Kaple svatého Floriána
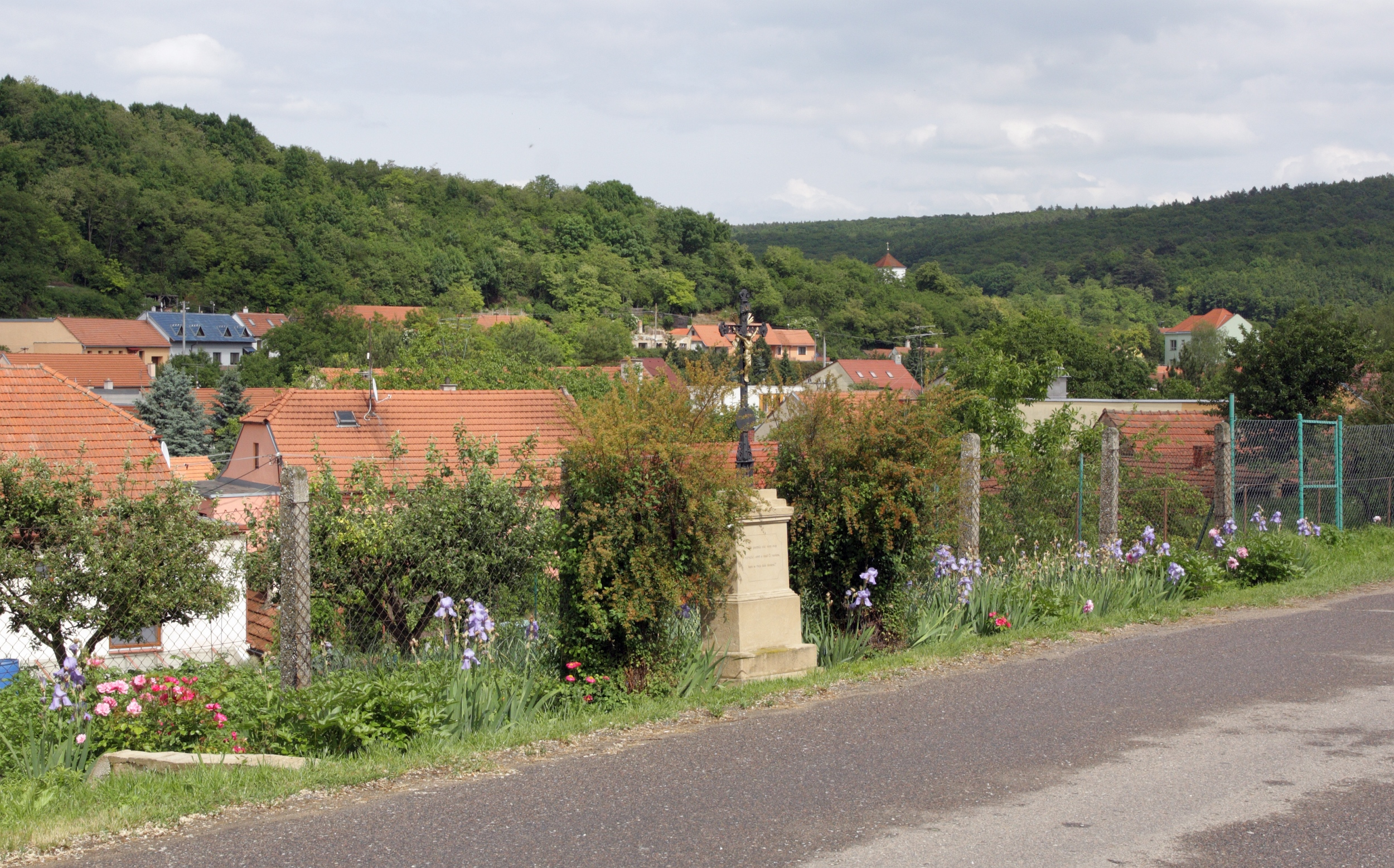
Pohled od silnice do Otnic